# Pałac w Drwalewie
Pałac w Drwalewie – zabytkowy pałac we wsi Drwalew (województwo mazowieckie), w powiecie grójeckim, w gminie Chynów.
W 1819 Ksawery Goryszczewski sprzedał dobra Dominikowi Krzywoszewskiemu (1787-1851), od 1816 żonatemu z Magdaleną Köhler (1798-1862), która po jego śmierci przejęła majątek. W 1862 właścicielem został Bolesław Krzywoszewski.
W elewacji frontowej  czterokolumnowy portyk w porządku jońskim, zwieńczony trójkątnym frontonem (szczytem zawierającym dwa herby: Jelita (po prawej).  
Obiekt jest częścią zespołu pałacowego z połowy XIX w., w skład którego wchodzą jeszcze: 
- oficyna
- pawilon
- park[3].

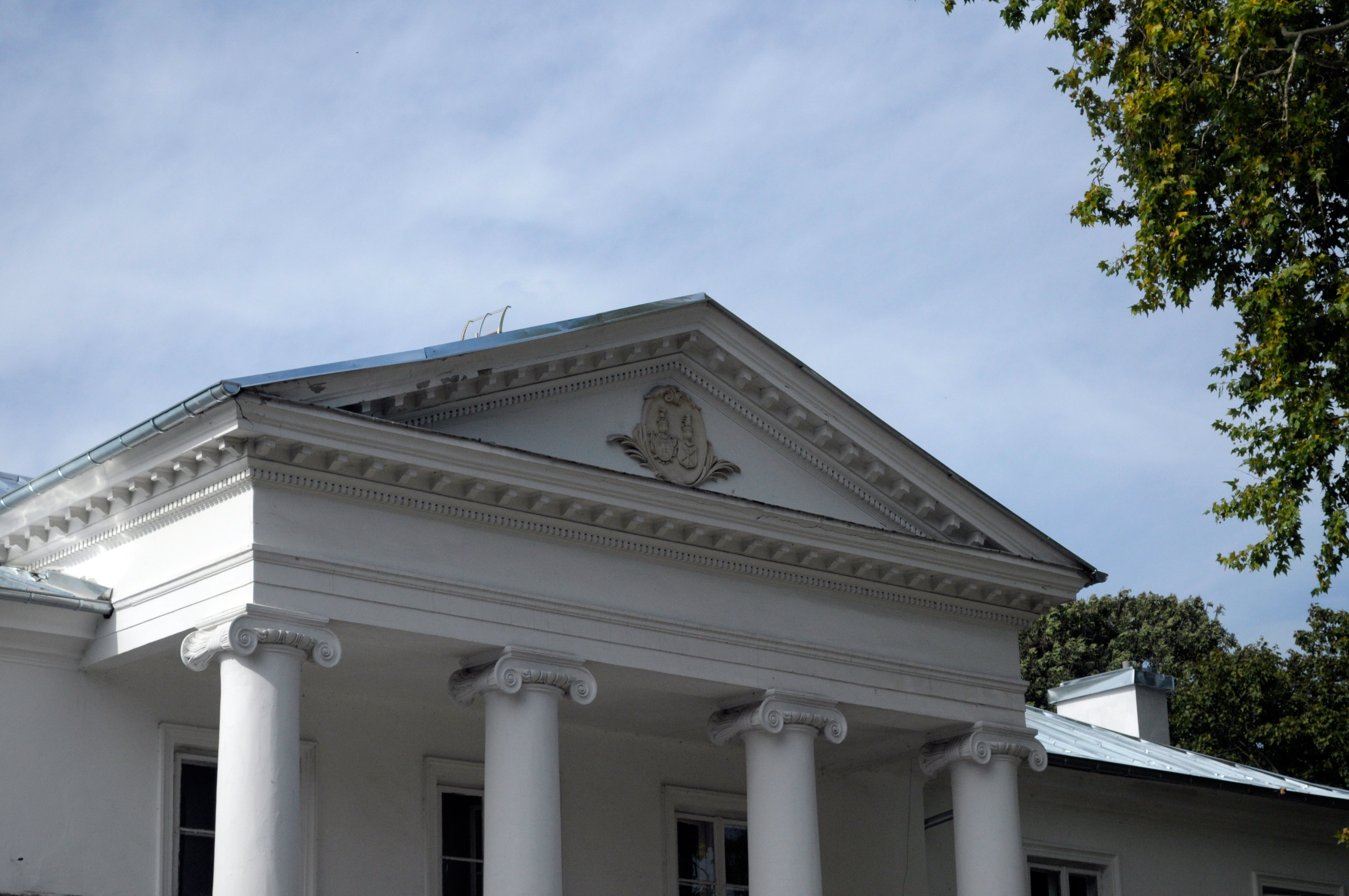
Fronton z herbami
Herb Jelita